# Epifanio Cataldo Giudiceandrea
Epifanio Cataldo Giudiceandrea (Calopezzati, 18 gennaio 1929) è un politico italiano.

## Biografia
Insegnante ed esponente calabrese del Partito Comunista Italiano, viene eletto deputato alle elezioni politiche del 1968. Conferma poi il proprio seggio a Montecitorio anche dopo le elezioni del 1972. Conclude il mandato parlamentare nel 1976.
Negli anni Ottanta è preside dell'Istituto Tecnico "Fermi" di Monte Mario a Roma.